# 2010年バドミントン日本代表
2010年バドミントン日本代表は、日本バドミントン協会によって選出された2010年の国際大会に派遣されるナショナルチーム。

## 2010年日本代表選手及びコーチ
※所属は2010年5月時点

### ナショナルヘッドコーチ
- 朴柱奉（日本バドミントン協会）

### ナショナルＡチーム
- コーチ
  - 中島慶（三洋電機）
  - リオニー・マイナキー（日本ユニシス）
  - 米倉加奈子（ダイドードリンコ）
  - 舛田圭太（トナミ運輸）
  - 本田和裕（ルネサス セミコンダクタ九州・山口）※アシスタントコーチ

| - 男子選手 - 田児賢一（NTT東日本） - 佐々木翔（トナミ運輸） - 山田和司（日本ユニシス） - 早崎修平（日立情報通信エンジニアリング） - 平田典靖（トナミ運輸） - 橋本博且（トナミ運輸） - 数野健太（日本ユニシス） - 早川賢一（日本ユニシス） - 佐藤翔治（NTT東日本） - 川前直樹（NTT東日本） - 廣部好輝（日本ユニシス） - 遠藤大由（日本ユニシス） - 池田信太郎（日本ユニシス） | - 女子選手 - 廣瀬栄理子（三洋電機） - 平山優（日本ユニシス） - 後藤愛（NTT東日本） - 佐藤冴香（日本体育大学） - 松尾静香（三洋電機） - 内藤真実（三洋電機） - 末綱聡子（ルネサス セミコンダクタ九州・山口） - 前田美順（ルネサス セミコンダクタ九州・山口） - 藤井瑞希（ルネサス セミコンダクタ九州・山口） - 垣岩令佳（ルネサス セミコンダクタ九州・山口） - 髙橋礼華（日本ユニシス） - 松友美佐紀（日本ユニシス） - 潮田玲子（日本ユニシス） |

### ナショナルＢチーム
- コーチ
  - 神谷ジャーミン（ヨネックス）
  - 町田文彦（NTT東日本）
  - 大束忠司（日本体育大学教員）
  - 中西洋介（日本ユニシス）
  - 小室恭子（尚美学園大学職員）※アシスタントコーチ

| - 男子選手 - 園田啓悟（トナミ運輸） - 上田拓馬（早稲田大学） - 嘉村健士（早稲田大学） - 武下利一（敬和学園大学） - 佐藤黎（日本体育大学） - 和田周（日本体育大学） - 木戸道治（日本体育大学） - 渡邊達哉（日本体育大学） - 星野翔平（日本体育大学） - 小林晃（日本体育大学） - 丸尾亮太郎（早稲田大学） - 大滝直人（日本大学） - 桃田賢斗（福島県立富岡高等学校） | - 女子選手 - 樽野恵（NTT東日本） - 三谷美菜津（NTT東日本） - 栗原文音（日本ユニシス） - 野尻野匡世（日本ユニシス） - 打田しづか（日本ユニシス） - 三木佑里子（三洋電機） - 米元小春（三洋電機） - 福万尚子（三洋電機） - 玉木絵里子（早稲田大学） - 藤井珠生（日本体育大学） - 髙橋沙也加（富山県立高岡西高等学校） - 古西佳那子（富山県立高岡西高等学校） - 峰歩美（岡崎城西高等学校） - 與猶くるみ（岡崎城西高等学校） - 奥原希望（埼玉県立大宮東高等学校） |